# Bitch I'm Madonna
Bitch I'm Madonna è un singolo della cantante statunitense Madonna, pubblicato il 15 giugno 2015 come terzo estratto dal tredicesimo album in studio Rebel Heart.

## Antefatti
Nel mese di febbraio 2014 Madonna ha annunciato di aver iniziato a lavorare al suo tredicesimo album, e in un'intervista dichiarò che: "in questo momento sto parlando con vari coautori e produttori, e l'oggetto delle nostre discussioni è la direzione che voglio dare alla mia musica". Dal mese successivo inizia a pubblicare una serie di immagini sul sito web Instagram, dove accennava a possibili autori e collaboratori. Due mesi dopo, Madonna pubblica una sua foto con il DJ Diplo.

## Testo
Nel testo della canzone, Minaj chiede a tutti di "darci dentro o di andare a casa", mentre Madonna urla "Voglio solo divertirmi stasera, voglio far saltare in aria questo posto stasera". A proposito dell'uso ripetuto della parola 'Bitch' nella canzone ed in altri testi dell'album, tra cui Unapologetic Bitch, Madonna ha affermato che a lei non interessa il politicamente corretto, e che la parola 'bitch' può significare cose diverse in contesti diversi".

## Video musicale
Il video ufficiale è stato pubblicato il 17 giugno su Tidal. Vede la partecipazione di (in ordine di apparizione) Rita Ora, Chris Rock, Jon Kortajarena, Miley Cyrus, Alexander Wang, Diplo, Beyoncé, Katy Perry, Kanye West, Nicki Minaj e i figli della cantante Rocco e David.
Il video della canzone, pubblicato sul canale Vevo di Madonna, diventa il primo della cantante ad ottenere una certificazione Vevo, per aver ottenuto le 100 milioni di visualizzazioni.

## Tracce
Download digitale
1. Bitch I'm Madonna (Album Version) – 3:47

Download digitale (Remixes)
1. Bitch I'm Madonna (Fedde Le Grand Remix) – 3:55
2. Bitch I'm Madonna (Rosabel’s Bitch Move Mix) – 7:05
3. Bitch I'm Madonna (Sander Kleinenberg Remix) – 4:58
4. Bitch I'm Madonna (Junior Sanchez Remix) – 5:10
5. Bitch I'm Madonna (Oscar G 305 Dub) – 8:44
6. Bitch I'm Madonna (Sick Individuals Remix) – 5:07
7. Bitch I'm Madonna (Dirty Pop Remix) – 5:11
8. Bitch I'm Madonna (Flechette Remix) – 3:21
9. Bitch I'm Madonna (Oscar G Bitch Beats) – 8:44
10. Bitch I'm Madonna (Rosabel’s Bitch Move Dub) – 7:35

## Classifiche
| Classifica (2015)              | Posizione massima |
| ------------------------------ | ----------------- |
| Brasile                        | 31                |
| Cile                           | 46                |
| Francia                        | 90                |
| Spagna                         | 49                |
| Stati Uniti                    | 84                |
| Stati Uniti (dance/electronic) | 5                 |
| Stati Uniti (dance club play)  | 1                 |
| Svezia                         | 30                |
| Ungheria (download)            | 21                |